# بيلا باي
بيلا باي (بالمجرية: Bay Béla)‏ هو مبارز بالسيف مجري، ولد في 8 فبراير 1907 في Seini ‏ في رومانيا، وتوفي في 26 يوليو 1999 في بودابست في المجر.

## وصلات خارجية
- بيلا باي على موقع أوليمبيديا (الإنجليزية)